# Un'ottima annata - A Good Year
Un'ottima annata - A Good Year (A Good Year) è un film del 2006 diretto da Ridley Scott, con Russell Crowe nel ruolo di protagonista. Nel cast vi sono anche Abbie Cornish, Albert Finney e Marion Cotillard, alla sua seconda pellicola statunitense dopo Big Fish - Le storie di una vita incredibile.
La sceneggiatura non originale è tratta dal romanzo omonimo di Peter Mayle.
Il film è ambientato a Gordes e a Bonnieux, in Provenza, nel sud-est della Francia; le scene nel vigneto sono state girate a Château La Canorgue nell'area del Luberon, sempre in Provenza, durante la vendemmia del 2005.
La pellicola riunisce Ridley Scott e Russell Crowe dopo il successo de Il gladiatore. Il budget di produzione è stato di 35 milioni di dollari. Con un incasso di circa 42 milioni, ha avuto un risicato margine di guadagno, secondo gli standard hollywoodiani. Il film è uscito nei cinema statunitensi il 10 novembre 2006, mentre in Italia è uscito il 15 dicembre dello stesso anno.
La colonna sonora del film include i brani Moi... Lolita di Alizée e Chances degli Athlete.

## Trama
Max Skinner è un broker londinese molto attaccato al suo lavoro, avido, spietato, cinico e convinto che "vincere non è tutto: è l'unica cosa". È orfano di entrambi i genitori, morti in un incidente quando era piccolo, ed ha passato gran parte della sua infanzia in Provenza presso lo zio Henry. Quando lo zio muore senza lasciare un testamento, Max si ritrova unico erede della tenuta con vigneto Château La Siroque. Parte dunque alla volta della nuova eredità, inizialmente intenzionato a venderla e a capitalizzarne il valore.
Mentre guida per le strade della Provenza parlando al cellulare, investe senza rendersene conto una donna, Fanny Chenal, la proprietaria del bistrot del paese. Il giorno dopo deve ripartire per Londra e, mentre fotografa la tenuta per i possibili acquirenti, cade per sbaglio in una piscina vuota; viene trovato da Fanny, che, per vendicarsi della caduta causata da Max con la macchina, riempie la piscina. Dopo alcune ore Max riesce ad uscire, ma il suo incontro a Londra è saltato ed è stato sospeso per una settimana. Decide, pertanto, di trascorrere questo periodo di tempo nella tenuta dello zio. Successivamente, riceve la visita di Christie Roberts, una ragazza americana che dice di essere la figlia di Henry. 
Vivendo nei luoghi in cui era cresciuto, Max riscopre pian piano i valori che lo zio aveva cercato di insegnargli e questi, insieme all'amore, lo trasformeranno da astuto ed insensibile business-man ad uomo capace di apprezzare i piccoli piaceri della vita che si è lasciato sfuggire troppe volte. Incontra Fanny, riappacificandosi con lei, se ne innamora e passano insieme una notte, dopodiché lei lo lascia dicendo che, per le loro vite distanti, per loro non può esserci un futuro.
Il giorno dopo Max torna a Londra a malincuore, perché non fa che pensare a Fanny, e alla prima occasione utile il suo capo gli propone di diventare socio a vita. Max si rende conto di non voler diventare un uomo arido e cinico come il suo capo e così abbandona il suo lavoro e scrive una lettera a nome del defunto zio che comprovi l'esistenza del legame di sangue con la sua figlia illegittima Christie. Torna perciò in Francia, dove si ricongiunge con Fanny e con lei va a vivere nella tenuta di suo zio, ora di proprietà di Christie.

## Riconoscimenti
- 2006 - Satellite Award
  - Candidatura per la migliore fotografia a Philippe Le Sourd
- 2007 - Critics' Choice Movie Award
  - Candidatura per il miglior giovane attore a Freddie Highmore
- 2006 - Alliance of Women Film Journalists
  - EDA Special Mention Award